# Léon Hese
Léon Hese (Arnhem, 10 maart 1981) is een Nederlands voormalig voetballer. Hij speelde bij voorkeur als verdediger.
Hese debuteerde in het seizoen 2001/2002 bij PSV, verder dan één wedstrijd in het eerste zou hij er echter niet komen. In 2002 vertrok op huurbasis hij naar FC Eindhoven. Hij kwam er tot 27 wedstrijden, scoorde 2 maal en werd vervolgens verhuurd aan Helmond Sport. Daar groeide Hese uit tot centrale verdediger en na 3 seizoen verliet hij in 2006 Helmond sport en tekende hij een contract bij De Graafschap. Op 28 mei 2009 werd bekend dat Hese voor drie seizoenen tekent bij SC Cambuur Leeuwarden. In het seizoen 2012/13 speelde Hese voort SV Spakenburg en van medio 2013 tot november 2015 voor TEC. Zijn laatste club als speler was RKHVV in het seizoen 2016/17.
In 2014 werd hij jeugdtrainer bij Vitesse. In het seizoen 2018/19 was hij assistent bij RKHVV. Onder Leonid Slutsky was Hese van 2018 tot 2020 video-analist bij Vitesse. Vanaf medio 2021 is hij assistent van Hans van de Haar bij TEC. In december 2021 vertrok hij bij TEC. Vanaf 1 juli 2022 keerde hij terug als video-analist bij zijn oude club De Graafschap

## Clubstatistieken
| Seizoen | Club                 | Land      | Competitie     | Duels | Goals |
| ------- | -------------------- | --------- | -------------- | ----- | ----- |
| 2001/02 | PSV                  | Nederland | Eredivisie     | 1     | 0     |
| 2002/03 | FC Eindhoven (huur)  | Nederland | Eerste divisie | 27    | 2     |
| 2003/04 | Helmond Sport (huur) | Nederland | Eerste divisie | 13    | 3     |
| 2004/05 | Helmond Sport (huur) | Nederland | Eerste divisie | 16    | 0     |
| 2005/06 | Helmond Sport (huur) | Nederland | Eerste divisie | 33    | 4     |
| 2006/07 | De Graafschap        | Nederland | Eerste divisie | 30    | 3     |
| 2007/08 | De Graafschap        | Nederland | Eredivisie     | 29    | 1     |
| 2008/09 | De Graafschap        | Nederland | Eredivisie     | 28    | 0     |
| 2009/10 | SC Cambuur           | Nederland | Eerste divisie | 32    | 3     |
| 2010/11 | SC Cambuur           | Nederland | Eerste divisie | 25    | 1     |
| 2011/12 | SC Cambuur           | Nederland | Eerste divisie | 9     | 2     |
| Totaal  |                      |           |                | 243   | 19    |